# Еммануель Еконг
Еммануель Еконг (швед. Emmanuel Ekong, нар. 25 червня 2002, Реджо-нель-Емілія, Італія) — шведський футболіст нігерійського походження, нападник італійського клубу «Емполі».

## Ігрова кар'єра

### Клубна
Еммануель Еконг у 2015 році приєднався до молодіжної команди шведського клубу «Броммапойкарна», де провів три роки. Після цього він перебрався до Італії, де продовжив виступи у молодіжній команді клубу «Емполі». Починаючи з сезону 2022/23 Еконг був внесений до основного складу команди і в листопаді 2022 року у матчі проти клубу «Салернітана» дебютував на вищому рівні.
У січні 2023 року Еконг відправився в оренду до кінця сезону до клубу Серії В «Перуджа», за який відіграв у дев'яти іграх, забивши перший гол у своїй професійній кар'єрі.
На сезон 2023/24 був заявлений за «Емполі».

### Збірна
Еммануель Еконг народився в Італії в родині нігерійців і виріс у Швеції. В подальшому він має право виступати за будь - яку з цих трьох національних збірних. У 2021 році Еконг провів п'ять матчів у складі збірної Швеції (U-19) і відзначився одним забитим голом.

## Приватне життя
Еммануель Еконг є сином Прінс Ікпе Еконга - нігерійського футболіста, відомого своїми виступами у складі італійської «Реджани», шведського «Юргордена» та національної збірної Нігерії.